# Dynamic Data Exchange
Dynamic Data Exchange (DDE) é uma tecnologia para a comunicação entre múltiplas aplicações executadas em Microsoft Windows e OS/2 introduzida pela Microsoft em 1987.

## Visão geral
A DDE foi introduzida em 1987 com o lançamento do Windows 2.0. Apesar de funcional ainda atualmente, novas tecnologias foram desenvolvidas para estender ou evoluir a DDE, como por exemplo OLE, COM e OLE Automation).
A função primordial da DDE é permitir que aplicações Windows compartilhem dados. Por exemplo, uma célula do Microsoft Excel pode ser ligada a um valor de outra aplicação, e quando o valor é alterado ele é automaticamente atualizado na planilha eletrônica. A comunicação de dados era estabelecia por um modelo simples. Cada programa era conhecido pela DDE por seu nome da aplicação. Cada aplicação poderia posteriormente organizar os dados por grupos conhecidos como tópicos, e cada tópico poderia servir unidades de dados, os itens.
Um uso comum do DDE era para aplicações personalizadas para controlar software proprietário. Por exemplo, uma aplicação particular escrita em C ou outra linguagem poderia usar DDE para abrir uma arquivo Excel e preenchê-lo com dados ao abrir uma conversação com o Excel e enviar comandos DDE.